# ريمينغتون .223
ريمينغتون .223 وتعرف اخنصاراً باسم 223 ريم أو تو تونتي ثري هي خرطوشة وسيطة بدون حافة وذات عنق زجاجة ومركزية الإشعال. تم تطويرها في عام 1957 بواسطة شركة أسلحة ريمينغتون و صناعات فيرتشايلد لقيادة الجيش القاري الأمريكي التابع لجيش الولايات المتحدة كجزء من مشروع لإنشاء سلاح ناري عالي السرعة وذو عيار صغير. تعتبر ريمينغتون.223 واحدة من أكثر الخراطيش شيوعًا للاستخدام الشائع وتستخدمها مجموعة واسعة من البنادق شبه الآلية واليدوية.